# 田中教忠
田中 教忠（たなか のりただ、天保9年（1838年）－昭和9年（1934年））は、幕末から昭和にかけての商人・考証家。諱は勘兵衛、号は教忠。本人はもっぱら号を用いた。

## 経歴
京都の呉服屋に生まれたが、子供の頃より学問を好み、国学者の谷森善臣に学ぶ。若い頃から家業よりも古文書・古典籍の蒐集と文献考察を好み、明治維新を機に家業の呉服屋を廃して学問に専念する。特に京都の歴史に関して精通しており、平安遷都千百年紀念祭にあたって『平安通志』編纂に参加した。
　更に平安京遷都を行った桓武天皇を祀る神社の構想を唱え、後の平安神宮創建につながった。明治30年（1897年）、京都帝室博物館の開設時に学芸委員として招聘される。
　没後、教忠の蒐集した古文書・古典籍は遺族によって保管されていたが、孫穣が国立歴史民俗博物館に寄贈し、田中教忠氏旧蔵典籍古文書あるいは田中穣氏旧蔵典籍古文書として公開されている（一部は奈良国立博物館・京都国立博物館などに所蔵）。その総数は1200点余りで、主に京都の公家や寺社由来のまとまった文書群が多く、中には原本も含まれている。俗に「田中本」と呼ばれて重要文化財に指定されている物もある。
　教忠の蒐集した古文書・古典籍には、教忠自身の考証が附してあるものが少なくない。また、長年の蒐集を通じて抄出、書留めたものが少なくなく、「太郎」、「次郎」、「三郎」と題された数十冊に及ぶ考証雑記が編まれた。その一部が『日野誌』、『京都市話』、『五条橋考』、『六角堂如意輪観世音考』、『蓮華王院三十三御間堂考』などと題して刊行された。この他、『田中教忠蔵書目録』に「教忠考証雑記（抄）」として一部が掲載されている。